# Karata
Ne doit pas être confondu avec Karataş.
Le karata est une langue caucasienne qui fait partie du groupe des langues avaro-andi, de la famille des langues nakho-daghestaniennes.
Le karata est parlé dans les districts d'Akhvakh et du Bas-Enkhelo-Botlikh en République du Daghestan, par environ 5 000 personnes. La langue n'est pas écrite. Les Karatas (en) utilisent aussi le russe et sont bilingues avec l'avar.

La langue compte deux principaux dialectes : le karata proprement dit et le tokint.

## Phonologie

### Système consonantique
|              |              | Bilabiale  | Dentale        | Latérale        | Palatale       | Vélaire        | Uvulaire   | Pharyngale | Glottale |
| ------------ | ------------ | ---------- | -------------- | --------------- | -------------- | -------------- | ---------- | ---------- | -------- |
| Occlusive    | Sourdes      | p [p] п    | t [t] т        |                 |                | k [k] к        |            | ʔ [ʔ] ъ    | ʕ [ʕ] гI |
| Occlusive    | Glottales    | pʼ [pʼ] пI | tʼ [tʼ] тI     |                 |                | kʼ [kʼ] кI     | qʼ [qʼ] къ |            |          |
| Occlusive    | Fortes       |            |                |                 |                | kkʼ [kːʼ] кIкI |            |            |          |
| Occlusive    | Sonores      | b [b] б    | d [d] д        |                 |                | g [ɡ] г        |            |            |          |
| Fricative    | Sourdes      |            | s [s] с        | ł [ɬ] лъ        | š [ʃ] ш        |                | x [x] x    | ħ [ħ] хI   | h [h] гь |
| Fricative    | Fortes       |            | ss [sː] cc     | łł [ɬː] лълъ    | šš [ʃː] шш     |                | xx [xː] xx |            |          |
| Fricative    | Sonores      |            | z [z] з        |                 | ž [ʒ] ж        |                | ɣ [ɣ] гъ   |            |          |
| Affriquée    | Sonores      |            | c [t͡s] ц       | ƛ [t͡ɬ] лI       | č [t͡ʃ] ч       |                | q [q͡χ] хъ  |            |          |
| Affriquée    | Fortes       |            | cc [t͡sː] цц    | ƛƛ [t͡ɬː] xь     | čč [t͡ʃː] чч    |                |            |            |          |
| Affriquée    | Glottales    |            |                | ƛʼ [t͡ɬʼ] кь     | čʼ [t͡ʃʼ] чI    |                |            |            |          |
| Affriquée    | Fortes       |            | ccʼ [t͡sːʼ] ццI | ƛƛʼ [t͡ɬːʼ] кькь | ččʼ [t͡ʃːʼ] ччI |                |            |            |          |
| Nasale       | Nasale       | m [m] м    | n [n] н        |                 |                |                |            |            |          |
| Liquide      | Liquide      |            | r [r] р        | l [l] л         |                |                |            |            |          |
| Semi-voyelle | Semi-voyelle | w [w] в    |                |                 | j [j] й        |                |            |            |          |

### Système vocalique
Le karata compte 10 voyelles:
|         | Antérieure        | Centrale        | Postérieure     |
| ------- | ----------------- | --------------- | --------------- |
| Fermée  | [i] [ĩ] i ĩ [и̃]   |                 | [u] [ũ] u ũ у ỹ |
| Moyenne | [ɛ] [ɛ̃] e ẽ е/э ẽ |                 | [o] [õ] o õ о õ |
| Ouverte | [æ] æ aь          | [a] [ã] a ã а ã |                 |

- Lecture des tableaux :
  - Première ligne: notation API.
  - Deuxième ligne : notation utilisée ici.
  - Troisième ligne : notation en alphabet cyrillique.

## Morphologie

### Classes nominales
Le karata compte trois classes nominales:
- Classe I : êtres masculins : wacci - frère ; waša - fils ; hekʾʷa - homme.
- Classe II : êtres féminins : jacci - sœur ; jaše - fille ; nusa - belle-sœur.
- Classe III : objets, animaux, notions de la nature : ʕama - âne ; borccʾo - lune ; misa - maison.

Ces classes ont des affixes particuliers utilisés dans les déclinaisons, mais aussi dans les noms, comme on le voit en comparant les mots frère et sœur, fils et fille.
|            | Singulier | Pluriel |
| ---------- | --------- | ------- |
| Classe I   | w         | b       |
| Classe II  | j         | b       |
| Classe III | b         | r       |

Les pronoms portent ainsi ces affixes, par exemple /di-/ mon, et /išši-/ notre (exclusif).
|            | Singulier | Pluriel | Singulier | Pluriel |
| ---------- | --------- | ------- | --------- | ------- |
| Classe I   | diw       | dibaj   | iššiw     | iššibaj |
| Classe II  | dij       | dibaj   | iššij     | iššibaj |
| Classe III | dib       | diraj   | iššib     | išširaj |

### Nombre
Le pluriel se forme avec un ensemble d'affixes qui ont des variantes :  
1. -ibi,-abi : rattʾe - os, rattʾibi ; ɣajčʾa - jeune taureau , ɣajčʾibi ; čiraq - lampe ,  čiraqabi ; matʾu - miroir, matʾabi.
2. -di,-adi, -idi : kʾarkʾan -  œuf, kʾarkʾandi
3. -j, -aj, -ij : reɫa - nuit, reɫaj ; harkʾa - œil, harkʾaj ; zine - vache ,  zinaj ; jaše fille, jašij.
4. -bdi, -abdi, -ibdi : hadoʔa - tête, hadoʔabdi

## Sources
- (ru) Загидат М. Магомедбекова, Каратинcкий язык. Грамматический анализ, тексты, словарь , Tbilisi, Mecniereba, 1971
- (ru) Загидат М. Магомедбекова, Каратинcкий язык dans Языки мира, Кавказские яазыки, Moscou, Izd. Academia, 1999  (ISBN 5-87444-079-8)